# Ultrasonografia

Trójwymiarowe przedstawienie pracy serca, poprzez złożenie dwóch sekwencji obrazów USG

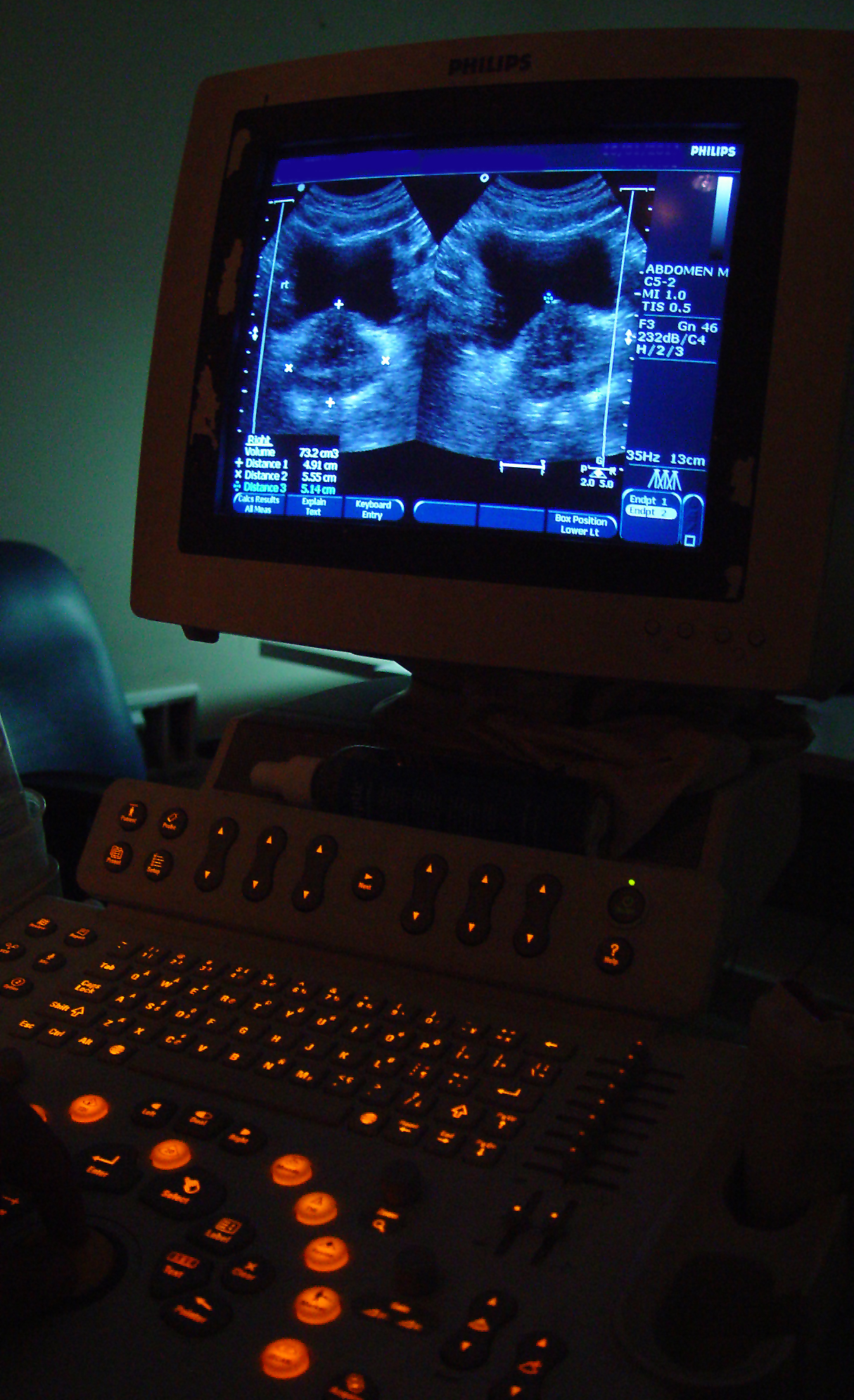
Pęcherz moczowy (czarny, kształtem podobny do motyla) i prostata

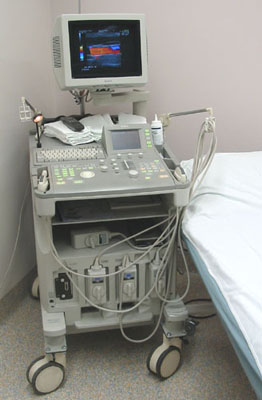
Ultrasonograf-urządzenie do obrazowania metodą USG

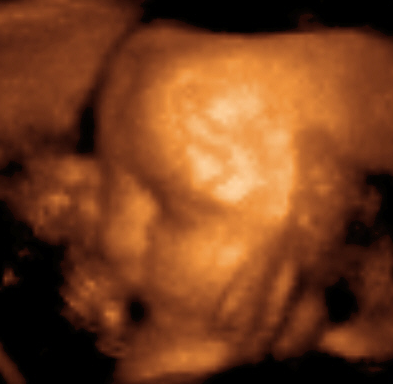
Ultrasonografia 3D płodu w 29 tygodniu

Ultrasonografia, USG – zastosowanie ultradźwięków do badania i obrazowania tkanek w medycynie i weterynarii. Ultrasonografia jest nieinwazyjną, atraumatyczną metodą diagnostyki obrazowej, pozwalającą na uzyskanie obrazu przekroju badanego obiektu. Charakteryzuje się dużą dokładnością: umożliwia wykrywanie w narządach nawet bardzo małych zmian (od 0,1 mm).

## Historia
Idea ultrasonografu powstała w dziedzinie zgoła innej niż medycyna. Początkowo amerykańscy, rosyjscy oraz niemieccy inżynierowie pracowali równolegle nad sposobem wykrywania wad w metalach. Początki tych badań sięgają czasu pierwszej wojny światowej. Doświadczenia z ultrasonografią mające na celu wykorzystanie jej w diagnostyce medycznej prowadzone były od czasu II wojny światowej. Ultrasonografy wprowadzone zostały do szpitali na przełomie lat 60. i 70. XX wieku (jednym z pierwszych klinicznych zastosowań była diagnostyka płodu).
W roku 1951 powstał pierwszy skaner obrazujący badane organy w prezentacji typu B (patrz sekcja Metody prezentacji wyników). Zaczęto wtedy badać guzy sutków, kamienie w pęcherzykach żółciowych oraz nerkach, a także rozpoczęto diagnostykę ultrasonograficzną w położnictwie. Trzy lata później – w 1954 roku Szwedzi I. Edler i H. Hertz zbudowali pierwszy skaner ultrasonograficzny umożliwiający prezentację w trybie M – umożliwiał on zobrazowanie ruchu zastawek serca. Rok później w Japonii przeprowadzono pierwszą analizę ruchu zastawek serca, wykorzystując w badaniu efekt Dopplera.

## Zasada działania
Aparat ultrasonograficzny w możliwie wielkim uproszczeniu składa się z emitera oraz odbiornika fali ultradźwiękowej. Emiter wysyła falę o określonej częstotliwości w stronę badanego ośrodka, która rozchodząc się w nim, odbija się na granicy ośrodka i wraca do odbiornika. Metoda ta wykorzystuje zjawiska falowe zachodzące dla ultradźwięków rozchodzących się w tkankach, szczególnie odbicia fali na granicy ośrodków. W urządzeniach medycznych przyjmuje się, że prędkość fali we wszystkich tkankach jest jednakowa i równa 1540 m/s (dokładne prędkości w tabelce), co umożliwia określenie odległości do miejsca odbicia fali. Współczynnik odbicia zależny jest od różnicy impedancji ośrodków. W ultrasonografii medycznej wykorzystywane są częstotliwości z zakresu ok. 2–50 MHz. Fala ultradźwiękowa generowana jest oraz przetwarzana w impulsy elektryczne przy użyciu przetworników piezoelektrycznych.
Zjawiskiem niekorzystnym w ultrasonografii jest pochłanianie, rozpraszanie fali oraz niemal całkowite odbicie na granicy ośrodków znacznie różniących się impedancją. Własności ośrodków zależą też od częstotliwości fali, dlatego stosuje się różne częstotliwości.
Metoda ma też jednak pewne ograniczenia, fale ultradźwiękowe ulegają praktycznie całkowitemu odbiciu na granicy obszarów wypełnionych gazem (płuca, jelita) oraz kości.
| Ośrodek                 | Prędkość {\displaystyle c} {\displaystyle \mathrm {\left[{\frac {m}{s}}\right]} } | Gęstość {\displaystyle \rho } {\displaystyle \mathrm {\left[{\frac {kg}{m^{3}}}\cdot 10^{3}\right]} } | Impedancja {\displaystyle \rho c} {\displaystyle \mathrm {\left[{\frac {kg}{m^{2}\cdot s}}\cdot 10^{6}\right]} } |
| ----------------------- | --------------------------------------------------------------------------------- | --- | --- |
| Tkanka miękka (średnio) | 1540                                                                              | 1,06                                                                                                  | 1,63 |
| Mięśnie                 | 1580–1630                                                                         | 1,07                                                                                                  | 1,69–1,74 |
| Krew                    | 1570                                                                              | 1,06                                                                                                  | 1,66 |
| Skóra                   | 1500                                                                              | 1,08                                                                                                  | 1,63 |
| Ścianka naczynia        | 1570                                                                              | 1,06                                                                                                  | 1,66 |
| Tkanka tłuszczowa       | 1450                                                                              | 0,92                                                                                                  | 1,38 |
| Nerki                   | 1550                                                                              | 1,04                                                                                                  | 1,62 |
| Mózg                    | 1540–1560                                                                         | 1,03                                                                                                  | 1,55–1,66 |
| Wątroba                 | 1560                                                                              | 1,06                                                                                                  | 1,66 |
| Ciałko szkliste oka     | 1520                                                                              | 1,00                                                                                                  | 1,52 |
| Kość czaszki            | 4000                                                                              | 1,38–1,81                                                                                             | 3,775–7,38 |
| Płuca                   | 650–1180                                                                          | 0,3–0,5                                                                                               | 0,2–0,6 |
| Woda                    | 1490                                                                              | 1,00                                                                                                  | 1,49 |
| Gliceryna               | 1920                                                                              | 1,30                                                                                                  | 2,50 |
| Powietrze               | 330                                                                               | 0,0012                                                                                                | 0,0004 |

| Częstotliwość [MHz] | Narządy                            |
| ------------------- | ---------------------------------- |
| 2,5                 | serce, mózg                        |
| 3,5                 | wątroba, śledziona                 |
| 5,0                 | nerki, trzustka, szkielet          |
| 7,5                 | tarczyca, naczynia, endosonografia |
| 10                  | oko, sutek, jądra, palce           |
| 15                  | struktury powierzchniowe           |
| >20                 | wewnątrznaczyniowe, skóra          |

## Rozdzielczość
Rozdzielczość jest miarą zdolności przyrządu pomiarowego do rozróżnienia położonych blisko siebie punktów. W ultrasonografii rozróżnia się rozdzielczość w kierunku rozchodzenia się fali (rozdzielczość osiowa), oraz prostopadłą do kierunku fali (rozdzielczość poprzeczna).

Rozdzielczość osiowa wynika z możliwości rozróżnienia jako oddzielne impulsy dwóch ech. Głównymi czynnikami wpływającym na rozdzielczość osiową są częstotliwość dźwięku oraz kształt impulsu. Dla głowicy generującej prostokątny impuls, echem jest fala składająca się z fali o dwóch lub trzech cyklach. Sygnały takie od sąsiednich tkanek można odróżnić jeśli są w odstępie 3 okresów impulsu, co odpowiada 1,5 długości impulsu w tkance. Dla sygnału o częstotliwości 5 MHz daje rozdzielczość 0,45 mm.
Rozdzielczość poprzeczna jest ograniczana jakością urządzenia, jak i warunkami fizycznymi. Propagacja dźwięku w tkankach podlega prawom optyki falowej zjawiska odbicia, załamania, dyfrakcji, rozpraszanie i pochłanianie zależą od częstotliwością fali. Rozdzielczość urządzania ogranicza dyfrakcja fali dźwiękowej rozchodzącej się w tkankach, im większa częstotliwość tym rozdzielczość dyfrakcyjna jest większa, jednak wzrost częstotliwości zwiększa rozpraszanie i pochłanianie fali, co utrudnia lub wręcz uniemożliwia badanie tkanek położonych głęboko.
Na rozdzielczość poprzeczną wpływ ma przekrój poprzeczny wysyłanej wiązki fal, która jest kształtowana przez układ ogniskowania urządzenia i zazwyczaj zmienia się wraz z głębokością.

### Rozdzielczość kontrastowa
Rozdzielczość kontrastowa to zdolność aparatury ultrasonograficznej do wytwarzania rozróżnialnych jasnością obrazów tkanek różniących się echogenicznością. Rozdzielczość kontrastowa jest ograniczona przez liczbę poziomów skali szarości. Zależy ona w dużej mierze od rozdzielczości przestrzennej. W przypadku słabej jakości aparatów USG (wąskie pasmo nadawania, długie impulsy oraz szerokie wiązki) nawet zwiększenie skali szarości z minimalnych 16 do maksymalnych 256 stopni, może nie spowodować poprawy jakości obrazu ze względu na niską rozdzielczość kontrastową.

### Rozdzielczość czasowa
Rozdzielczość czasowa to inaczej szybkość pracy aparatu USG, tzn. liczba niezależnych obrazów rejestrowanych w jednostce czasu. W zależności od liczby użytych linii obrazowych może to być średnio 9 obrazów na sekundę, nawet do ponad 30 obrazów na sekundę.

### Ogniskowanie

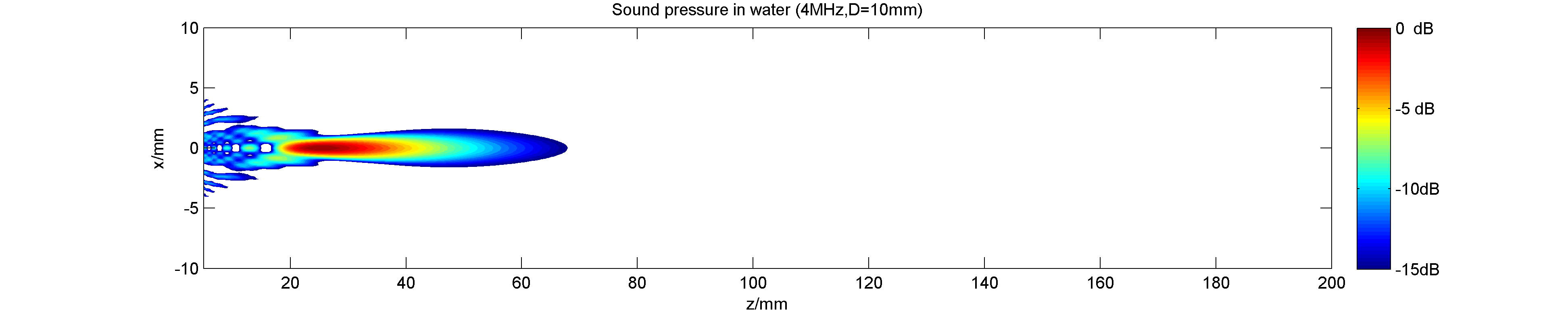
Rozkład ciśnienia akustycznego w wodzie generowanego przez przetwornik o średnicy 10 mm i promieniu krzywizny 300 mm. Częstotliwość fali 4 MHz.

W celu osiągnięcia jak najwyższej rozdzielczości badania stosuje się ogniskowanie wiązki.
Sposoby ogniskowania:
- zbieżna wiązka ultradźwięków może być emitowana przez przetwornik o wklęsłej powierzchni (efekt wklęsłego lustra),
- zastosowanie soczewki skupiającej[4].

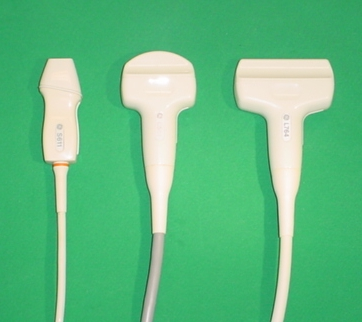
Końcówki wykorzystywane podczas badania ultrasonografem: od lewej: fazowa, convex oraz liniowa

## Głowice

### Głowice liniowe
Głowica tego typu składa się z dużej liczby (nawet 512) kryształów piezoelektrycznych położonych w jednej linii. W trakcie badania są one aktywowane w grupach. Równoległe wiązki nie powodują deformacji obrazu, jednak utrudniają omijanie innych narządów, lub przeszkód takich jak np. gaz w jelitach. Stosowane w badaniach narządów powierzchniowych.

### Głowice konweksowe (convex)
Zasada działania jak wyżej, jednak kształt głowicy jest zakrzywiony, w związku z czym wiązka ma kształt wachlarza. Dociera w miejsca, do których nie dotrze głowica liniowa.

### Głowica sektorowa
Ma ona o wiele mniej kryształów aniżeli powyższe głowice. Mniejsza grupa kryształów jest w ciągłej rotacji, co powoduje, że wiązka wysyłana ma kształt promienisty. Z racji małego rozmiaru głowicy jeszcze łatwiej omijać nią przeszkody. Przydatne do obrazowania głęboko położonych struktur.

## Przetwarzanie sygnałów w trakcie badania ultrasonograficznego

### Obróbka wstępna
Elektroniczne wzmocnienie odbieranego sygnału, poprawa rozdzielczości czasowej echa.

### Obróbka wtórna
Poprawa kontrastu pomiędzy słabym a silniejszym sygnałem, która polega na wzmocnieniu mocnego sygnału, a osłabieniu słabego.

### Zasięgowa regulacja wzmocnienia
TGC (ang. time gain compensation) – sygnał wracający do głowicy później jest wzmacniany bardziej niż wcześniejsze sygnały, co ma na celu wyrównanie sygnału z głębiej położonych struktur w stosunku do tych płytszych.

## Cyfrowa obróbka obrazu
Rozwój technik cyfrowych umożliwia poprawę jakości otrzymywanych obrazów. Digitalizacja obrazów ultrasonograficznych pozwala również na używanie na nich wielu filtrów, które mogą lepiej uwypuklić wynik badania. Część z technik może być używana wspólnie, wszystko zależy od rejonu i celu badania.

### Obrazowanie harmoniczne
THI (ang. tissue harmonic imaging) oraz obrazowanie harmoniczne z podaniem ultrasonograficznego środka cieniującego CHI (ang. contrast harmonic imaging) – część fal powracających do głowicy ma tę samą częstotliwość co fala wysyłana, jednak pewna część ma częstotliwość równa wielokrotności fali wysyłanej – jest to związane z nieliniowością ośrodka, w którym przemieszcza się fala.
W obrazowaniu harmonicznym przetwornik wysyła falę o konkretnej częstotliwości, ale odbiornik może odbierać fale o różnych częstotliwościach. Obraz stworzony na podstawie fal o częstotliwościach harmonicznych ma lepszy kontrast, wysoką rozdzielczość przestrzenną oraz ma niski poziom szumu. Ultrasonograficzny środek cieniujący powoduje zwiększenie natężenia fal o częstotliwościach harmonicznych, pozwala na lepsze rozróżnienie naczyń krwionośnych od tkanek.

### Ultrasonograficzne obrazowanie fotopowe
Technika polega na przetworzeniu w czasie rzeczywistym obrazu w skali szarości na obraz kolorowy, co zwiększa kontrastowość i uwypukla szczegóły.

### Ultrasonografia trójwymiarowa
Cyfrowe przetwarzanie sygnału z dużą szybkością pozwala na magazynowanie dużej ilości obrazów. Zestaw danych zebrany z głowicy pozwala na rekonstrukcję przestrzenną badanego obszaru na podstawie utworzonych obrazów.

## Używanie środków cieniujących (CEUS)
Środek cieniujący – zwykle jest to podany dożylnie roztwór mikropęcherzyków gazu (powietrze, fluorek siarki), który silnie odbija falę ultradźwiękową.
Zastosowanie:
- gastroenterologia, badanie wątroby – w przypadku zmian ogniskowych wątroby
- neurologia – przezczaszkowe badanie dopplerowskie naczyń mózgowych[4].

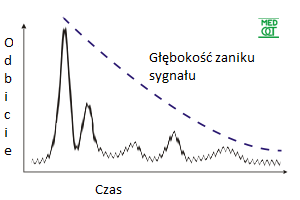
Wynik badania ultrasonograficznego w trybie prezentacji A

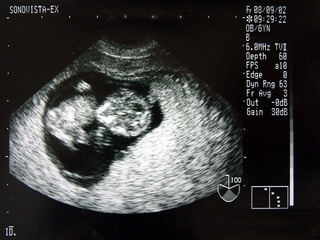
Widok badania ultrasonograficznego wykorzystującego prezentację dwuwymiarową

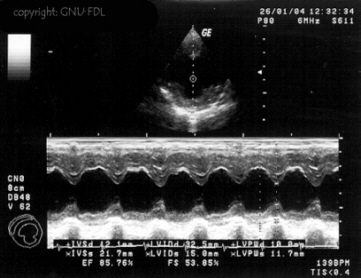
Widok badania, w którym użyto dwóch prezentacji: B i M

## Metody prezentacji wyników

### Prezentacja A
Sposób prezentacji ech ultradźwiękowych oznaczono literą A od skrótu słowa amplituda. Jest to najprostsza metoda rejestracji ech ultradźwiękowych na ekranie np. oscyloskopu. Przetwornik piezoelektryczny wytwarza krótkie impulsy. Echa odbite od narządów leżących w odległości {\displaystyle d} od przetwornika wracają do niego w czasie {\displaystyle t={\frac {2d}{c}},} gdzie {\displaystyle c} to prędkość dźwięku. Wychylenia w pionie występują w miejscach odpowiadających położeniu struktur odbijających falę dźwiękową. Taki sposób prezentacja jest niewystarczający do czytelnego obrazowania głębiej położonych narządów – również w przypadku rozbudowanej tkanki mięśniowej badanie jest utrudnione.

### Prezentacja B
Echa ultradźwiękowe zamieniane są na plamki w odcieniach szarości na ekranie monitora (16, 32, 64, 128 oraz 256 stopniowa skala szarości). Echo przetwarzane jest na przetworniku na binarną reprezentację. Jasność plamki zależna jest proporcjonalnie od amplitudy echa. Prezentacja B przechowuje zbiór ech i każda plamka jest jednym. Stąd też pochodzi nazwa tej prezentacji – od angielskiego słowa brightness (jasność).

### Prezentacja M
Podstawa czasu lampy oscyloskopowej rozjaśnia się tylko w miejscach, gdzie wystąpiły echa ultradźwiękowe. Zatem ruch narządów odwzorowany jest ruchem plamek na ekranie. Tak jak w poprzednich prezentacjach czas odłożony jest na osi poziomej. Prędkość przesuwu podstawy lampy jest dobrana w taki sposób, aby można było zaobserwować zmienność ruchu narządu w czasie rzeczywistym. Obraz M zostaje zapamiętany w pamięci operacyjnej ultrasonografu i może zostać złożony w sekwencję, tak aby powstało wideo. Prezentację używa się głównie w badaniach aorty brzusznej, zwłaszcza jej tętniaków. Prezentacja M swoją nazwę bierze od angielskiego słowa move (ruch).

### Dwuwymiarowa prezentacja B
Prezentacja B rysuje linię plamek o różnej jaskrawości na monitorze. Głowica zostaje przesunięta i wysyłany jest kolejny impuls – linia narysowana jest zaraz obok poprzedniej. Oczywiście linia odpowiada temu miejscu narządu, na który jest skierowana. Proces jest powtarzany na tyle gęsto, żeby obraz wyglądał na spójny (nie było widocznych brakujących pikseli). Ludzkie oko widzi ten dyskretny zestaw linii jako ciągły obraz różnej jasności plamek.

## Ultrasonografia dopplerowska
Jednym z bardzo popularnych obecnie zastosowań ultrasonografii jest badanie naczyń krwionośnych z wykorzystaniem zjawiska Dopplera. Ultrasonografia dopplerowska pozwala na ocenę prędkości oraz kierunku przepływu krwi w naczyniach. Jest ono głównie używane w dziedzinie angiologii, angiochirurgii oraz neurologii.

### Metody prezentacji wyników

#### Badanie dopplerowskie metodą fali ciągłej
W tej metodzie stosowane są dwa kryształy piezoelektryczne – jeden emituje ciągłą falę ultradźwiękową, drugi natomiast odbiera wracające echo. Przesunięcie w fazie wracającego echa jest wyświetlane na wykresie. Na podstawie tego przesunięcia można również obliczyć kierunek i prędkość przepływu krwi. Wadą tej metody jest brak informacji o głębokości badanego przepływu, tzn. badanie sumuje wszystkie przepływy na drodze fali. Zaletą tego badania jest fakt, że fala jest ciągła, a nie próbkowana – sygnał więc nie jest podatny na zjawiska typu aliasing oraz badanie jest znacznie szybsze.

#### Badanie dopplerowskie metodą fali pulsacyjnej
W badaniu dopplerowskim metodą fali pulsacyjnej kryształy piezoelektryczne na zmianę wysyłają fale ultradźwiękowe i rejestrują powracające echa. W tej metodzie można dokładnie określić miejsce przepływu krwi na podstawie położenia i rozmiaru bramki pomiarowej. Niestety w tym przypadku sygnał jest próbkowany i podlega ograniczeniom związanym z prędkością przetwarzania. Prędkość maksymalną badania można wyrazić jako:
{\displaystyle V_{max}={\frac {PRF\cdot c}{4\cdot f_{e}\cdot \cos {Q}}},}
gdzie:
{\displaystyle V_{max}} – maksymalna prędkość badania,
{\displaystyle PRF} – częstotliwość powtarzania pulsu,
{\displaystyle c} – prędkość dźwięku,
{\displaystyle f_{e}} – częstotliwość emitowanej fali,
{\displaystyle Q} – kąt pomiędzy kierunkiem przebiegu wiązki ultradźwiękowej a kierunkiem przepływu krwi (kąt insonacji).

#### Ultrasonografia duplex Doppler
Stanowi ona połączenie dwóch powyższych metod.

#### Doppler spektralny
Widmo przepływu jest krzywą zależności prędkości przepływu krwi od czasu. Na jej podstawie można obliczyć średnią i maksymalną prędkość przepływu – stosuje się to w celu wykrycia zwężeń i zatorów naczyń krwionośnych.

## Zastosowanie
| Specjalizacja      | Opis |
| ------------------ | --- |
| Anestezjologia     | Ultrasonografia ma swoje zastosowanie w przypadku znieczulenia w pobliżu bardzo unerwionych miejsc – daje możliwość większej precyzji sterowania igłą. USG używane jest również do monitorowania podczas zakładania trudnych dostępów (wkłuć) do naczyń żylnych i tętniczych. |
| Angiologia         | USG dopplerowskie łącznie z trybem B ultrasonografu (tryb dupleksowy) jest używany do diagnozowania schorzeń związanych z żyłami i tętnicami w organizmie. |
| Dermatologia       | Ocena zmian skóry i tkanki podskórnej, skuteczności i ewentualnych powikłań interwencji z zakresu medycyny estetycznej. |
| Kardiologia        | Echokardiografia – (UKG) jest stosowana do obrazowania struktur serca, jego kurczliwości oraz wielkości. |
| Gastroenterologia  | USG jest stosowane w obrazowaniu i diagnostyce wielu narządów wewnętrznych (wątroby, trzustki, nerek, jelit) wraz z ich przewodami. |
| Ginekologia        | Obrazowanie aktywności oraz diagnostyka płodu, w ultrasonografii położniczej popularne jest również składanie obrazów 3D ultrasonografu. |
| Otolaryngologia    | Wykrywanie przerostu tarczycy, badanie ucha oraz ślinianek. U niemowląt przeprowadzane są także badania USG głowy – w czasie kiedy układ kostny nie jest jeszcze do końca wykształcony.                                                                                       |
| Medycyna ratunkowa | Szybka ocena pourazowa jamy brzusznej pod kątem obecności płynu (badanie FAST), ocena ilości płynu w osierdziu i w jamie opłucnej. |
| Neonatologia       | Badania i diagnostyka wnętrza czaszki noworodków, poza tym również badania z innych specjalizacji. |
| Neurologia         | Badania przepływu krwi przez układ nerwowy za pomocą USG Dopplerowskiego |
| Okulistyka         | Ultrasonografia oka (wykorzystanie prezentacji typu A) |
| Ortopedia          | Ocena stawów, więzadeł, ścięgien, mięśni, także z użyciem testów dynamicznych, dostawowe podanie leków, ewakuacja wysięków pod kontrolą USG. |
| Pulmonologia       | Bronchofiberoskopia EBUS – oskrzelowa biopsja igłowa pod kontrolą USG. Ocena wysięku, obecności zmian w opłucnej i płucach (odma, niedodma, zmiany zapalne, zatorowe). |
| Urologia           | Diagnostyka układu moczowego, tj. m.in. złogów na nerkach lub moczowodach. |

Stosując niższe częstotliwości (2–5 MHz, np. podczas badania jamy brzusznej lub echokardiograficznego badania serca), uzyskuje się obrazy struktur głębiej położonych kosztem niższej rozdzielczości. Natomiast korzystając z częstotliwości wyższych (7,5–16 MHz, np. badanie przezpochwowe, przezciemiączkowe, diagnostyka węzłów chłonnych, aż do 50 MHz w ultrasonografii wewnątrznaczyniowej naczyń żylnych oraz tętniczych) uzyskuje się obrazy dokładniejsze, ale tylko struktur płycej położonych.

## Standardy badań ultrasonograficznych
Polskie Towarzystwo Ultrasonograficzne opublikowało w roku 1998 Standardy Badań Usg. Jest to zbiór zasad i wytycznych opisujących, w jaki sposób powinno być przeprowadzone prawidłowe badanie ultrasonograficzne dla danego regionu ciała. Dokument ma na celu umożliwienia badania udokumentowanego, jak i przydatnego diagnostycznie.
Standardy składają się z:
- opisu aparatury USG – ultrasonograf musi mieć odpowiednie parametry użytkowe, technologiczne i być wyposażony w odpowiednią głowicę, która może nadawać sygnał w wysokich częstotliwościach,
- technika przeprowadzenia badania – każde badania USG musi być wykonane we właściwy dla danego regionu ciała sposób, uwzględniający położenie oraz głębokość badanej tkanki, a także jej strukturę. Spełnione muszą być również określone warunki badania,
- opis badania i jego dokumentacja (również zdjęciowa).

Opis badania USG musi zawierać:
- dokładny opis położenia, wielkości oraz wymiarów organów badanych i wszystkich stwierdzonych w nich nieprawidłowości,
- wnioski diagnostyczne, rozpoznanie – określenie czy narząd wygląda prawidłowo, czy nie,
- propozycję kolejnych badań, jeżeli badanie USG nie jest rozstrzygające,
- dokumentację zdjęciową zawierającą wszystkie nieprawidłowe zmiany morfologiczne,
- pełny opis maszyny, za pomocą której zostało przeprowadzone badanie[10].

## Aparatura ultrasonograficzna
Stosowanie aparatury spełniającej poniższej standardy gwarantuje dobrej jakości badanie i właściwe pomiary morfologiczne oraz hemodynamiczne.
W aparatach istnieje podział na dwie klasy:
- Średnia
  1. Głowice liniowe, convex (liczba linii obrazowych min. 96) i sektorowe od 3,5 MHz do 7 MHz
  2. Skala szarości – 256 poziomów
  3. Ogniskowanie wiązek
  4. Prezentacja B, 2D-B(B+B)
  5. Pakiet pomiarów:
    - naczyniowy
    - ginekologiczno-położniczy

  6. Doppler z analizą spektralną, doppler impulsowy
  7. Matryca 512 × 512

- Wysoka
  1. Głowice liniowe i convex (min. ilość linii obrazowych 128) oraz sektorowe od 3,5 MHz do 10 MHz
  2. Skala szarości min. 256
  3. Ogniskowanie wiązek
  4. Prezentacja B, 2D-B (B+B), B+M
  5. Pakiet pomiarów:
    - naczyniowy
    - ginekologiczno-położniczy

  6. Możliwość pracy w trybie obrazowania harmonicznego
  7. Możliwość pracy z zastosowaniem środków kontrastujących
  8. Doppler z analizą spektralną
  9. Zgodność ze standardem DICOM
  10. Matryca min. 800 × 600[9]

Nowa generacja przenośnych aparatów ultrasonograficznych umożliwia wykonywanie badań ultrasonograficznych, w tym dopplerowskich, w domu pacjenta.

## Bezpieczeństwo
- W badaniach dotyczących bezpieczeństwa ultrasonografu metodą metaanalizy kilku badań USG opublikowanych w 2000 roku nie stwierdzono istotnych statystycznie szkodliwych skutków USG, ale odnotowano, że brak było danych długoterminowych efektów neurorozwojowych[11].

- W eksperymencie przeprowadzonym w Yale School of Medicine, którego wyniki opublikowano w 2006 roku, odkryto niewielką, lecz istotną korelację pomiędzy długotrwałym i częstym stosowaniem ultradźwięków i nieprawidłową migracją neuronów u myszy[12].

- Badania przeprowadzone w Szwecji w 2001 r.[13] wykazały powstanie subtelnych defektów neurologicznych przy stosowaniu USG, przejawiających się zwiększoną częstością leworęczności u chłopców i opóźnieniem rozwoju mowy[14][15].

- Późniejsze badania nie potwierdziły istnienia opóźnień rozwojowych[16], ale wykazały związek między ekspozycją USG i rozwojem leworęczności w późniejszym okresie życia[17].

- Monitorowanie wskaźników termicznych oraz mechanicznych w trakcie badań przezczaszkowych jest istotne (między innymi ze względu na zjawisko mikrokawitacji), należy je utrzymywać na poziomie zgodnym z zasadą ALARA[18].

### Zagrożenie
Odpowiednio wykonana ultrasonografia jest bezpieczna.

### Korzyści
Metoda ta jest łatwo dostępna, nieinwazyjna i stosunkowo tania. Ponadto pozwala uzyskać obraz w czasie rzeczywistym.